# Гекатонхейры
Гекатонхе́йры (др.-греч. Ἑκατογχείρες ← ἑκατόν «сто, сотня» + χείρ «рука»), также Сторукие и лат. Центиманы (лат. Centimanus) в древнегреческой мифологии — сторукие пятидесятиголовые великаны, олицетворение стихий; по Гесиоду — сыновья верховного бога Урана (неба) и Геи (земли): Бриарей (Эгеон), Котт и Гиес. Согласно Евмелу — старшие дети Урана и Геи (по Гесиоду, младше титанов и циклопов).
Сразу после рождения были заключены в оковы и ввергнуты вглубь земных недр отцом Ураном, опасавшимся за своё владычество. Позднее Зевс освободил их, рассчитывая на поддержку Сторуких в войне с титанами.
Во время титаномахии гекатонхейры откликнулись на призыв богов-олимпийцев и выступили против титанов, чем принесли победу богам.
Позднее они сторожат в Тартаре титанов. Котт и Гиес живут в «глубочайших местах Океана».
По рационалистическому истолкованию Палефата, это на самом деле люди, жившие в городе Сторучье (Ἑχατογχειρία) в Хаонии — историческом регионе на территории Северного Эпира.

## Бриарей
Бриарей (др.-греч. Βριάρεως, «могучий») — прозвище (Αἰγαίων); сын Урана и Геи. Известен под именем Бриарей среди богов, Эгеон у людей.

## Котт
Котт (др.-греч. Κότος, «гнев») — один из братьев-Гекатонхейров. Согласно Гесиоду, беседует с Зевсом.

## Гиес
Гиес (др.-греч. Γύης, «пашня») — один из братьев-Гекатонхейров. Встречается написание Гиант и Гигес.

## В современной культуре
В фантастической юмористической повести «Понедельник начинается в субботу» Аркадия и Бориса Стругацких братья-гекатонхейры содержатся в виварии Научно-исследовательского института чародейства и волшебства и используются как грузчики.
Упоминаются в одной из книг серии «Таня Гроттер» Дмитрия Емца, в книгах «Перси Джексон и Лабиринт смерти» и «Перси Джексон и Последнее пророчество» Рика Риордана, в книге «Герой должен быть один» Генри Лайона Олди.